# Калкан
Калкан, або камбала-калкан (Scophthalmus) — рід риб родини Scophthalmidae. Рід містить чотири види:
- Scophthalmus aquosus (Mitchill, 1815) — Калкан круглий
- Scophthalmus maeoticus (Pallas, 1814) — Калкан чорноморський
- Scophthalmus maximus (Linnaeus, 1758) — Калкан великий
- Scophthalmus rhombus (Linnaeus, 1758) — Калкан гладенький